# Co-billing
Co-billing ou co-faturamento é uma modalidade de serviço prestado pela operadora local (dona do terminal, também denominada contratada) para as operadoras de LD (Longa Distância, também denominada contratante).
Este serviço consiste na emissão da fatura da operadora local em conjunto com a fatura da operadora LD. Esta contém os valores referentes às chamadas de longa distância realizadas pelo terminal da operadora local com o CSP da LD (exemplo: 15 - Telefonica, 21 - Embratel, etc.).
A LD é responsável pelo envio de arquivos de remessa contendo as chamadas já valoradas (tarifadas) para que a operadora local possa incluí-las em sua fatura. Por sua vez, a operadora local envia os arquivos de retorno para a operadora LD contendo todo o ciclo de vida de cada chamada (status de crítica, faturamento, arrecadação, contestação, inadimplência, etc.).
Além da emissão da fatura pela operadora local, esta também emite a NF (Nota Fiscal) da operadora LD com o detalhamento das chamadas e utiliza nesta NF dados de série e sub-série fornecidos pela LD.
Desta forma, as operadoras locais prestadoras de co-billing, além de enviar arquivos de retorno, também enviam para as LD's arquivos fiscais, que contém todo o detalhamento das notas fiscais emitidas por ela em nome da LD para que a mesma possa efetuar o cumprimento de suas obrigações fiscais principais (recolhimento de ICMS e escrituração fiscal, por exemplo.) e acessórias (DIPAM - Declaração para o índice de participação dos municípios, por exemplo).
Quando a operadora local também é uma LD, podemos dizer que ela possui co-billing do tipo entrante (recebe chamadas para colocar em seu faturamento) e do tipo sainte (envia chamadas para serem faturadas em outras operadoras).
O Co-billing entrante também é conhecido como Co-billing IN e o Co-billing Sainte também é conhecido como Co-billing OUT.
Caso a operadora LD não tenha sistema de gestão de co-billing sainte ou não tenha contrato de co-billing firmado com a operadora local, pode optar por tentar faturar diretamente pelos seus sistemas os clientes das outras operadoras que utilizaram seu CSP nas chamadas de LD. Para que isto ocorra, precisará obter o cadastro destes clientes seja diretamente com a ABRT (Associação Brasileira de Recursos em Telecomunicações) ou através de solicitação deste cadastro para as operadoras locais.
Porém, o risco do cliente da operadora local não efetuar o pagamento destas faturas emitidas diretamente pelas LD's é muito grande, uma vez que os valores envolvidos são pequenos em detrimento ao que seria cobrado conjuntamente com a fatura da local.
Principalmente por este motivo é que foi criado o serviço de co-billing, que diminuiu consideravelmente os índices de inadimplência dos clientes envolvidos neste processo.
Atualmente, existem Grupos de Padronização de Co-billing, Grupo Fiscal e Grupo de Cadastro, nos quais representantes da cada operadora se reúnem (em geral mensalmente) para discutir os processos de troca de arquivos envolvida e definir padrões para os mesmos. Além disso, são endereçadas dúvidas, dificuldades e pedidos de ajuda nestes processos.
Também vale mencionar a existência do Grupo de DETRAF (Declaração de Tráfego), que apesar de não ser o foco deste artigo também tem o mesmo papel dos demais grupos citados para o âmbito de Interconexão. Neste processo ocorre a conciliação dos valores gerados pelo uso de rede das operadoras envolvidas. Tais valores constituem a base para determinação das tarifas cobradas pelas operadoras em todos os cenários de chamadas existentes.